# Alive III
Alive III är ett livealbum med hårdrocksgruppen KISS, inspelat den 27-29 november 1992 och utgivet den 18 maj 1993. Det är den tredje släppet som innehåller mest låtar från 82-91. Men även klassiker som "Detroit Rock City" och " Rock And Roll All Night " finns med.

## Kuriosa
- I Still Love You spelades aldrig live. Den är överdubbad i studion.
- "Take It Off" släpptes bara på de amerikanska vinylerna från början. Men 2007 släpptes "KISS Alive! 1975-2000", och där fanns låten med.
- Skivan spelades in under Revenge-turnén i Cleveland, Indianapolis och Detroit.

## Låtförteckning
1. " Creatures Of The Night " - (4.40) (Stanley/Mitchell)
2. " Deuce " - (3.42) (Simmons)
3. " I Just Wanna " - (4.21) (Stanley/Vincent)
4. " Unholy " - (3.43) (Simmons/Vincent)
5. " Heaven's On Fire " (4.02) (Stanley/Desmond Child)
6. " Watchin' You " - (3.53)) (Simmons)
7. " Domino " - (3.47) (Simmons)
8. " I Was Made For Lovin' You " - (4.31) (Stanley/Child/Mitchell)
9. " I Still Love You " - (6.04) (Stanley/Vincent)
10. " Rock And Roll All Nite " - (3.33) (Simmons/Stanley)
11. " Lick It Up " - (4.18) (Stanley/Vincent)
12. " Forever " - (4.20) (Stanley/Bolton)
13. " Take It Off " (BONUS TRACK) - (5.36) (Stanley/Ezrin/Roberts)
14. " I Love It Loud " - (3.40) (Simmons/Vincent)
15. " Detroit Rock City " - (5.11) (Stanley/Ezrin)
16. " God Gave Rock 'N' Roll To You II " - (5.21) (Ballard/Stanley/Simmons/Ezrin)
17. " Star Spangled Banner " - (2.38) (Scott Key)

## Medverkande
- Gene Simmons - bas och sång
- Paul Stanley - gitarr och sång
- Bruce Kulick - gitarr och bakgrundssång
- Eric Singer - trummor och bakgrundssång
- Derek Sherinian - keyboard